# Арне Стрід
Арне Стрід (швед. Arne Strid; нар.7 березня 1943) — відомий шведський ботанік, фахівець з рослинності Греції.

## Біографія
Арне Стрід народився 7 березня 1943 року у Крістіанстаді.
Він вивчав ботаніку, хімію та генетику у Лундському університеті, завершив навчання у 1970 році. Його дисертація стосувалася експериментального дослідження диференціації та еволюції групи рослин (Nigella arvensis), які ростуть на Егейських островах (науковий керівник професор Ганс Рунемарк). За свою дисертацію він також отримав американську премію "Jesse M. Greenman" як за кращу дисертацію року в галузі систематики рослин.
У 1973-2001 роках Арне Стрід був професором ботаніки Копенгагенському університеті та запрошеним професором Університету Патр (Патри, Греція, 1997-1998 роки). У 2001-2008 роках він був директорм Гетеборзького ботанічного саду та Музею природознавства у Гетеборзі. З 2011 - професор-емерит Ботанічного саду Берліна, з 2015 - Університету Патр та з 2017 - Афінського національного університету імені Каподистрії. Стрід  також є професором-емеритом Лундського та Копенгагенського університетів.
Окрім Греції, Арне Стрід вивчав та систематизував рослини у Туреччині, Австралії та Південній Африці.

## Ботанічніепоніми
- Dichoropetalum stridii (Hartvig) Pimenov & Kljuykov
- Onosma stridii Teppner
- Sagina stridii Kit Tan, Zarkos & Christodoulou,
- Crocus biflorus subsp. stridii (Papan. & Zacharof) B. Mathew
- Astragalus stridii

## Окремі публікації
- Strid, Arne. Wild flowers of mount Olympus (1980)[7]
- Strid, Arne. Mountain Flora of Greece: Volume 1 (1986)[8]
- Strid A., Kit Tan (eds), Mountain Flora of Greece: Volume 2 (1991)[9]
- Strid A., Phitos D., Snogerup S., Greuter W. (eds),  The Red Data Book of rare and threatened plants of Greece (1995)
- Strid A., Kit Tan (eds), Flora Hellenica, Volume 1: Gymnospermae to Caryphyllaceae (1997)[10]
- Strid A., Kit Tan (eds), Flora Hellenica, Volume 2: Nymphaeaceae to Platanaceae (2002)[11]
- Strid, Arne. Flora Hellenica Bibliography (2006)
- Strid A., Kit Tan, Wildflowers of Greece (2009)[12]
- Strid A., Strid B. (eds), Flora Graeca Sibthorpiana re-issue (2013)
- Strid A., Dimopoulos P., Raus Th., Bergmeier E., Constantinidis Th., Iatrou G., Kokkini S., Tzanoudakis D., Vascular plants of Greece: An annotated checklist (2013)[13]
- Strid, Arne. Atlas of the Aegean Flora (2016)[14]